# بزيب2
بزيب2 (بالإنجليزية: bzip2)‏ هي خوارزمية وبرنامج ضغط بيانات غير منقوص حؤ مطوّر بواسطة جليان سوارد. أطلق الإصدار العام الأول -0.15- من بزيب2 في يوليو 1996. شعبية وثبات بزيب2 ازدادت خلال السنوات اللاحقة، وتم إطلاق الإصدار 1.0 منه في أواخر عام 2000 أما النسخة الحالية منه كانت الإصدار 1.0.6 الذي أطلق في 20 سبتمبر 2010

## تطبيقات
- بزيب2: المرجع الأساسي المرخص تحت رخصة بي إس دي.
- 7 زيب: كُتب بواسطة أيغور بفلف بلغة سي++، توفر حزمة 7-زيب تعمية وفك تعمية بزيب2.

## وصلات خارجية
- موقع بزيب2 ومكتبة بزيب2.
- أمر بزيب2 - بواسطة مشروع معلومات لينكس.
- بزيب2 لويندوز.
- بزيب رسومي لويندوز.